# Geoffrey Kondogbia
Geoffrey Kondogbia (Nemours, França, 15 de febrer de 1993) és un futbolista professional francès d'origen centreafricà. Juga a la demarcació de migcampista defensiu i el seu actual equip és l'Olympique de Marsella.

## Trajectòria esportiva
El seu traspàs al club sevillista juliol de 2012, procedent del RC Lens, va ascendir a 4 milions d'euros, que van anar a càrrec del grup d'inversió "Doyen Sport". Té una clàusula de rescissió de 20m € i els seus drets econòmics pertanyen de forma conjunta al grup d'inversió i al Sevilla FC.
El 21 d'agost de 2017 el València CF va fer oficial la incorporació de Kondogbia en qualitat de cedit. Després de jugar una temporada cedit, en maig de 2018 el València CF va exercir l'opció de compra per 25 milions.

### Internacional
Kondogbia ha format part de les seleccions sub-16, sub-17, sub-18, sub-19 i sub-20 de França. Com que els seus pares són originaris de la República Centreafricana, té també l'opció de representar aquest país en les categories en les quals no hagi jugat per França i estiguin dins de la seva edat. De fet, el seu germà Evans és internacional absolut amb el país africà.

## Palmarès

### Campionats estatals
| Títol           | Equip             | Any  |
| --------------- | ----------------- | ---- |
| Copa del Rei    | València CF       | 2019 |
| Lliga espanyola | Atlètic de Madrid | 2021 |

### Campionats internacionals
| Títol               | Equip              | Any  |
| ------------------- | ------------------ | ---- |
| Copa del Món sub-20 | Selecció de França | 2013 |